# Latia climoi
Latia climoi е вид коремоного от семейство Latiidae.

## Разпространение
Този вид е ендемичен за Северния остров на Нова Зеландия.